# ۱۹ (پیش از میلاد)
۱۹ (پیش از میلاد) ۱۹مین سال قبل از تقویم میلادی است.